# II liga polska w piłce nożnej (1972/1973)
II liga 1972/1973 – 25. edycja rozgrywek drugiego poziomu ligowego piłki nożnej mężczyzn w Polsce. Wzięło w nich udział 16 drużyn, grając systemem kołowym. Sezon ligowy rozpoczął się w sierpniu 1972, ostatnie mecze rozegrano w czerwcu 1973. Była to ostatnia edycja II ligi przed reformą rozgrywek, po której powstały dwie grupy tego poziomu rozgrywkowego.
| Poziomy rozgrywkowe w sezonie 1972/1973 | Poziomy rozgrywkowe w sezonie 1972/1973 | Poziomy rozgrywkowe w sezonie 1972/1973 |
| Rozgrywki                               | P                                       | Nazwa                                   |
| --------------------------------------- | --------------------------------------- | --------------------------------------- |
| Centralne                               | I                                       | I liga                                  |
| Centralne                               | II                                      | II liga                                 |
| Makroregionalne                         | III                                     | III Liga (4 grupy)                      |
| Okręgowe (17 okręgów)                   | IV                                      | Liga okręgowa                           |
| Okręgowe (17 okręgów)                   | V                                       | A klasa                                 |
| Okręgowe (17 okręgów)                   | VI                                      | B klasa                                 |

## Rozgrywki
Uczestnicy rozegrali 30 kolejek ligowych po 8 meczów każda (razem 240 spotkań) w dwóch rundach: jesiennej i wiosennej.
Po sezonie dokonano reformy II ligi – zwiększono liczbę uczestników z 16 do 32 i wprowadzono podział na dwie grupy. Równocześnie I liga została powiększona z 14 do 16 zespołów. W związku z tym mistrz i wicemistrz II ligi uzyskali awans do I ligi, a drużyny z 3. i 4. miejsca rozegrały dwumecze barażowe o wejście do I ligi z 13. i 14. zespołem najwyższej klasy rozgrywkowej. Do ligi międzywojewódzkiej nie spadła bezpośrednio żadna drużyna; zespoły z miejsc 13–16 rozegrały mecze barażowe z 4. drużynami grup ligi międzywojewódzkiej o utrzymanie.

### Tabela
| Lp. | Drużyna                   | M  | Z  | R  | P  | Bramki | Bramki | Różn. | Pkt | Uwagi            |
| --- | ------------------------- | -- | -- | -- | -- | ------ | ------ | ----- | --- | ---------------- |
| 1   | Szombierki Bytom (M) (A)  | 30 | 16 | 9  | 5  | 50     | 19     | +31   | 41  | Awans do I ligi  |
| 2   | Śląsk Wrocław (A)         | 30 | 13 | 15 | 2  | 36     | 17     | +19   | 41  | Awans do I ligi  |
| 3   | Hutnik Nowa Huta          | 30 | 12 | 11 | 7  | 36     | 22     | +14   | 35  | Baraże o I ligę  |
| 4   | GKS Katowice              | 30 | 10 | 15 | 5  | 27     | 20     | +7    | 35  | Baraże o I ligę  |
| 5   | Piast Gliwice             | 30 | 10 | 11 | 9  | 26     | 24     | +2    | 31  |                  |
| 6   | Widzew Łódź               | 30 | 12 | 7  | 11 | 34     | 40     | −6    | 31  |                  |
| 7   | Lechia Gdańsk             | 30 | 9  | 12 | 9  | 25     | 28     | −3    | 30  |                  |
| 8   | Zawisza Bydgoszcz         | 30 | 9  | 11 | 10 | 26     | 31     | −5    | 29  |                  |
| 9   | Arka Gdynia               | 30 | 8  | 12 | 10 | 25     | 26     | −1    | 28  |                  |
| 10  | Star Starachowice         | 30 | 11 | 6  | 13 | 33     | 35     | −2    | 28  |                  |
| 11  | Wisłoka Dębica            | 30 | 8  | 12 | 10 | 30     | 36     | −6    | 28  |                  |
| 12  | Stal Rzeszów              | 30 | 7  | 13 | 10 | 27     | 33     | −6    | 27  |                  |
| 13  | Urania Ruda Śląska        | 30 | 7  | 12 | 11 | 25     | 37     | −12   | 26  | Baraże o II ligę |
| 14  | AKS Niwka                 | 30 | 7  | 10 | 13 | 29     | 37     | −8    | 24  | Baraże o II ligę |
| 15  | Górnik Wałbrzych (S)      | 30 | 8  | 7  | 15 | 23     | 35     | −12   | 23  | Baraże o II ligę |
| 16  | MGKS Mikulczyce-Rokitnica | 30 | 7  | 9  | 14 | 21     | 33     | −12   | 23  | Baraże o II ligę |

## Baraże o II ligę
Po zakończeniu sezonu II ligi i ligi międzywojewódzkiej rozegrano mecze barażowe o 4 miejsca w drugiej klasie rozgrywkowej w sezonie 1973/1974 między zespołami z miejsc 13–16 II ligi i 4. drużynami grup ligi międzywojewódzkiej (w grupie zachodniej nie dopuszczono do baraży 4. zespołu – Górnika Radlin).
W pierwszej fazie baraży zmierzyły się:
- 13. drużyna II ligi i 5. drużyna grupy zachodniej ligi międzywojewódzkiej – Urania Ruda Śląska i Moto Jelcz Oława
- 14. drużyna II ligi i 4. drużyna grupy południowej ligi międzywojewódzkiej – AKS Niwka i Górnik Wojkowice
- 15. drużyna II ligi i 4. drużyna grupy północnej ligi międzywojewódzkiej – Górnik Wałbrzych i Arkonia Szczecin
- 16. drużyna II ligi i 4. drużyna grupy centralnej ligi międzywojewódzkiej – Sparta Zabrze (do lipca 1973 MGKS Mikulczyce-Rokitnica) i RKS Ursus

| Drużyna 1                            | Wynik dwumeczu | Drużyna 2        | Pierwszy mecz | Drugi mecz |
| ------------------------------------ | -------------- | ---------------- | ------------- | ---------- |
| RKS Ursus                            | 3:0            | Sparta Zabrze    | 0:0           | 3:0        |
| Arkonia Szczecin                     | 3:0            | Górnik Wałbrzych | 1:0           | 2:0        |
| AKS Niwka                            | 7:2            | Górnik Wojkowice | 2:1           | 5:1        |
| Urania Ruda Śląska                   | 4:4 pd. k. 4:3 | Moto Jelcz Oława | 1:0           | 3:4        |
| Po lewej gospodarz pierwszego meczu. |                |                  |               |            |

Zwycięzcy pierwszej fazy zapewnili sobie miejsca w II lidze, zaś przegrani zmierzyli się ze sobą o pozostałe dwa miejsca.
| Drużyna 1                            | Wynik dwumeczu | Drużyna 2        | Pierwszy mecz | Drugi mecz |
| ------------------------------------ | -------------- | ---------------- | ------------- | ---------- |
| Sparta Zabrze                        | 3:1            | Górnik Wałbrzych | 3:0           | 0:1        |
| Górnik Wojkowice                     | 6:1            | Moto Jelcz Oława | 6:0           | 0:1        |
| Po lewej gospodarz pierwszego meczu. |                |                  |               |            |

Miejsca na drugim poziomie ligowym nie utrzymał Górnik Wałbrzych.

## Strzelcy
| Bramki | Strzelcy      | Drużyna           |
| ------ | ------------- | ----------------- |
| 14     | Janusz Sybis  | Śląsk Wrocław     |
| 12     | Paweł Koczot  | Wisłoka Dębica    |
| 12     | Wilhelm Wilim | Szombierki Bytom  |
| 11     | Stefan Herisz | Hutnik Nowa Huta  |
| 11     | Jan Nilipiuk  | Star Starachowice |

Źródło: Archiwum Prasowe – Janusz Sybis najskuteczniejszym strzelcem II ligi. Serwis Kibiców Lechii Gdańsk. [dostęp 2011-06-14].